# Epinephelus
Epinephelus Bloch, 1793 è un genere di pesci della famiglia dei Serranidi.

## Tassonomia
Il genere comprende le seguenti specie:
- Epinephelus adscensionis
- Epinephelus aeneus (Geoffroy Saint-Hilaire, 1817)
- Epinephelus akaara
- Epinephelus albomarginatus
- Epinephelus amblycephalus
- Epinephelus analogus
- Epinephelus andersoni
- Epinephelus areolatus
- Epinephelus awoara
- Epinephelus bilobatus
- Epinephelus bleekeri
- Epinephelus bontoides
- Epinephelus bruneus
- Epinephelus caninus (Valenciennes, 1843)
- Epinephelus chabaudi
- Epinephelus chlorocephalus
- Epinephelus chlorostigmata
- Epinephelus cifuentesi
- Epinephelus clippertonensis Allen & Robertson, 1999
- Epinephelus coeruleopunctatus
- Epinephelus coioides (Hamilton, 1822)
- Epinephelus corallicola
- Epinephelus costae (Steindachner, 1878)
- Epinephelus cyanopodus
- Epinephelus daemelii
- Epinephelus darwinensis
- Epinephelus diacanthus
- Epinephelus dispar (Plfr, 1866)
- Epinephelus drummondhayi
- Epinephelus epistictus
- Epinephelus erythrurus
- Epinephelus fasciatomaculosus
- Epinephelus fasciatus
- Epinephelus faveatus
- Epinephelus flavocaeruleus
- Epinephelus fuscoguttatus
- Epinephelus fuscomarginatus
- Epinephelus gabriellae
- Epinephelus goreensis
- Epinephelus guttatus
- Epinephelus haifensis
- Epinephelus heniochus
- Epinephelus hexagonatus
- Epinephelus howlandi
- Epinephelus indistinctus
- Epinephelus irroratus
- Epinephelus itajara (Lichtenstein, 1822)
- Epinephelus kupangensis Tucker, Kurniasih & Craig, 2016
- Epinephelus labriformis
- Epinephelus lanceolatus (Bloch, 1790)
- Epinephelus latifasciatus
- Epinephelus lebretonianus
- Epinephelus longispinus
- Epinephelus macrospilos
- Epinephelus maculatus
- Epinephelus magniscuttis
- Epinephelus malabaricus (Bloch & Schneider, 1801)
- Epinephelus marginatus (Lowe, 1834)
- Epinephelus melanostigma
- Epinephelus merra
- Epinephelus miliaris
- Epinephelus morio
- Epinephelus morrhua
- Epinephelus multinotatus
- Epinephelus ongus
- Epinephelus poecilonotus
- Epinephelus polylepis
- Epinephelus polyphekadion
- Epinephelus polystigma
- Epinephelus posteli
- Epinephelus quinquefasciatus (Bocourt, 1868)
- Epinephelus quoyanus
- Epinephelus radiatus
- Epinephelus retouti
- Epinephelus rivulatus
- Epinephelus sexfasciatus
- Epinephelus socialis
- Epinephelus spilotoceps
- Epinephelus stictus
- Epinephelus stoliczkae
- Epinephelus striatus
- Epinephelus suborbitalis
- Epinephelus summana
- Epinephelus tauvina
- Epinephelus timorensis
- Epinephelus trimaculatus
- Epinephelus trophis
- Epinephelus tuamotuensis
- Epinephelus tukula
- Epinephelus undulatostriatus
- Epinephelus undulosus